# Гран-Лаасонен, Санни
Санни Кайса Гран-Лаасонен (фин. Sanni Kaisa Grahn-Laasonen; род. 4 мая 1983, Форсса, Финляндия) — финский политический и государственный деятель. Член партии Национальная коалиция. Министр по вопросам социальной защиты Финляндии с 20 июня 2023 года. Депутат эдускунты с 2011 года. В прошлом — министр образования Финляндии (2017—2019), министр образования и культуры Финляндии (2015—2017), министр охраны окружающей среды Финляндии (2014—2015).

## Биография
Родилась 4 мая 1983 года в городе Форсса. Отец — Кари Гран (Kari Grahn), главный редактор газеты Forssan Lehti.
В 2011 году окончила Хельсинкский университет со степенью магистра и в том же году была избрана в финский парламент от партии Национальная коалиция, набрав 5866 голосов избирателей.
С 24 сентября 2014 по 29 мая 2015 года была министром охраны окружающей среды в правительстве Стубба.
29 мая 2015 года была назначена министром образования и культуры в правительстве Сипиля. 5 мая 2017 года назначена министром образования в том же правительстве, функции министра культуры переданы Сампо Терхо. Правительство ушло в отставку 6 июня 2019 года.
20 июня 2023 года назначена министром по вопросам социальной защиты Финляндии в министерстве социального обеспечения и здравоохранения Финляндии в правительстве под руководством премьер-министра Петтери Орпо.

## Семья
Замужем с 2009 года. Муж — Артту Лаасонен (Arttu Laasosen). В 2013 году родила дочь.